# Reis naar het geluk
Reis naar het geluk is een hoorspel van Franz Xaver Kroetz. Reise ins Glück werd op 7 oktober 1975 door de Westdeutscher Rundfunk uitgezonden. De VARA zond het uit op woensdag 16 februari 1977. De regisseur was Ad Löbler. Het hoorspel duurde 44 minuten.

## Rolbezetting
- Joke Reitsma-Hagelen

## Inhoud
Een eenvoudige vrouw reist met haar baby naar de pappie, in de trein van München naar Rosenheim. En ze praat met het "domme jochie", dat nog niet kan praten en nu met haar per trein naar zijn pappie reist, omdat zij een spoorkaartje heeft en hij niet. En de pappie zal haar in Rosenheim afhalen en met hen naar een café gaan waar niemand hem kent, want zo moet het, en het staat vast dat ze pas de latere trein terug zullen nemen. Je moet nu eenmaal alles nemen zoals het komt, en niet aan de maandag denken, wanneer het domme joch weer naar de crèche moet, en zij zich als naaister moet stilhouden en braaf zijn en niet opvallen tegenover de afdelingschef, aldus haar devies. Op een dag zal het beter worden, en dan kan ze een huis huren, en nog later zal haar jochie ooit een princes of een knappe miljonaire trouwen. En als de pappie in Rosenheim niet aan het station staat, dan betekent dat, dat hij verhinderd is, door zijn vrouw en zijn gezin. Dan kijken ze toch eens rond in Rosenheim en nemen de vroegere trein terug. Nog een geluk dat mama aan de pappie niet heeft toegegeven, anders zou ze niet eens haar jochie hebben gehad, dat werkelijk domme jochie, dat nog helemaal niet kan praten…